# Càncer de tiroide

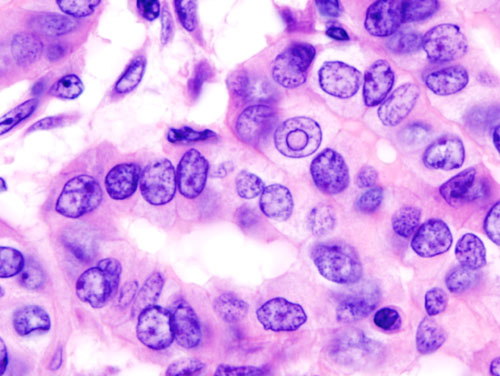
Carcinoma papil·lar de tiroide

El càncer de tiroide és un grup de diferents tipus de càncer que afecten la glàndula tiroide; el més habitual i, generalment, amb millor pronòstic és el carcinoma papil·lar. El càncer de tiroide és entre els menys freqüents dels càncers, encara que la seva incidència ha augmentat des de finals de la dècada de 1980, particularment la de la variant papil·lar. Als països desenvolupats, aquesta incidència incrementada del càncer de tiroide és atribuïble a un major accés als metges i serveis sanitaris especialitzats. Avui dia és un dels carcinomes que tenen una supervivència més elevada. Entre un 5 per cent i un 15 per cent dels nòduls a la tiroide són malignes i deriven en un càncer d'aquest important òrgan del sistema endocrí. La detecció en l'examen físic d'un nòdul tiroidal solitari, juntament amb adenopaties cervicals de més d'un centímetre de diàmetre i paràlisi d'una o ambdues cordes vocals, és altament indicativa de càncer de tiroide.
El càncer de tiroide s'origina en els tiròcits i el seu procés de carcinogènesi comença en la infantesa. Una vegada aquest mecanisme de transformació neoplàsica s'ha iniciat, les cèl·lules tumorals es multipliquen amb lentitud mentre van desenvolupant progressivament la capacitat d'evitar la seva destrucció pel sistema immunitari. Al reproduir-se una vegada i una altra, algunes d'elles adquireixen alteracions genòmiques addicionals que accentuen amb el temps l'agressivitat del càncer. És una neoplàsia molt heterogènia, no solament pel que fa a la seva diversitat histopatològica sinó també per les múltiples variacions genètiques i epigènetiques que presenta, la gran quantitat d'interaccions que hi ha entre el tumor i el microambient que l'envolta i l'existència de nombroses diferències a nivell individual.

## Tipus
Els tipus més comuns de càncer de tiroide són quatre:
- Carcinoma papil·lar:[18] 80-85 per cent del total dels càncers de tiroide. Creix lentament, a banda d'alguns casos excepcionals. És freqüent en nens i dones en edat de tenir la menstruació. Està relacionat amb l'exposició a les radiacions al cap i al coll, especialment en nens sotmesos a la radioactivitat causada per proves,[19] en supervivents d'atacs bèl·lics amb bombes nuclears[20] o en habitants de zones on hi ha hagut accidents radioactius com per exemple el de Txernòbil.[21] S'ha observat una associació entre la presència asimptomàtica en determinats individus del polyomavirus de les cèl·lules de Merkel,[22] un oncovirus causant de la gran majoria de casos del càncer cutani homònim,[23] i el desenvolupament d'aquest carcinoma.[24] Per una altra banda, diversos polimorfismes de nucleòtids simples en gens que regulen la resposta immunitària[25] i la transcripció d'alguns microARNs tenen un paper important en el risc que es produeixi un carcinoma papil·lar de tiroide.[26] Es un càncer que tendeix a disseminar-se a través de la limfa. En un 40-90 per cent dels casos es troben metàstasis als ganglis limfàtics regionals,[27] sobretot en els de la zona lateral del coll.[28] Alguna vegada, la cefalea hipertensiva és el primer símptoma d'un carcinoma papil·lar avançat.[29] En molt poques ocasions els carcinoma papil·lars tiroidals metastatitzen la pleura.[30] La proteïna tiroglobulina en pot ser un marcador.[31] Una de les característiques histopatològiques més destacables d'aquest tipus de carcinoma és la presència de cossos de psammoma, els quals són calcificacions concèntriques amb un patró laminar inusual i que no es veuen en els altres càncers tiroidals.[32] Poden trobar-se també en algun rar cas d'adenoma de tiroide, goll o tiroïditis de Hashimoto.[33] Tot i ser aquest un carcinoma que acostuma a respondre bé al tractament, el percentatge de pacients que presenta alguna recidiva durant el període de control clínic és d'un 20 per cent.[34] Rarament, s'identifica en l'avaluació anatomopatològica d'una parotidectomia un càncer papil·lar multifocal a l'interior de quistos tiroidals bilaterals.[35] Els microcarcinomes papil·lars de la glándula tiroide tenen un diàmetre màxim igual o superior a 10 mm.[36] La majoria són tumors de baix risc clínic trobats incidentalment.[37] La seva forma familiar és més agressiva i té un pitjor pronòstic que els casos esporàdics.[38] La variant esclerosant difusa,[39] descrita per primera vegada l'any 1985, és un subtipus poc comú i de difícil diagnòstic del carcinoma papil·lar que afecta a nens[40] i persones joves[41] i origina metàstasis locals, ganglionars i a distància.[42] Una altra variant molt agressiva, anomenada de cèl·lules altes,[43] es veu sobretot en individus de major edat i tendeix a envair els teixits extratiroidals.[44] En comparació amb la del carcinoma papil·lar clàssic la seva taxa de supervivència a cinc anys és notablement més baixa.[45] Algunes variacions histològiques molt més infreqüents són, entre d'altres,[46] el carcinoma papil·lar amb fibromatosi de característiques desmoides,[47] el carcinoma papil·lar de cèl·lules en tatxa,[48] el carcinoma papil·lar de cèl·lules columnars,[49] el carcinoma papil·lar de cèl·lules fusiformes,[50] el carcinoma papil·lar sòlid,[51] el carcinoma papil·lar encapsulat,[52] el carcinoma papil·lar cribriforme-morular,[53] el carcinoma papil·lar quístic,[54] el carcinoma papil·lar macrofol·licular,[55] el carcinoma papil·lar amb trets clínics i ecogràfics semblants als d'un tumor de Warthin[56] i el carcinoma papil·lar amb fasciïtis nodular estromal.[57] En algunes ocasions, pot fer sospitar clínicament l'existència d'un paraganglioma tiroidal en una persona jove[58] o una massa cervical causada per una sarcoïdosi en un individu amb goll tenir trets citològics suggestius de la presència d'un carcinoma papil·lar metastàtic.[59] No és rara la concurrència en un mateix individu d'hipoparatiroïdisme i de càncer papil·lar de tiroide.[60]
- Carcinoma fol·licular: 5 % dels càncers de tiroide. Creix molt lentament.[61] Més freqüent en dones que ja no tenen la regla i en poblacions molt allunyades del mar i amb dietes pobres en iode.[62] Es pot estendre per la sang, principalment a l'esquelet i als pulmons.[63] Són inusitats els casos en els quals la primera manifestació d'un carcinoma fol·licular metastàtic és la simptomatologia causada per una compressió de la medul·la espinal[64] o clínicament semblant a la que presenta una apendicitis aguda.[65] Els carcinomes fol·liculars que tenen mutacions en l'oncogèn RAS s'associen a una major desdiferenciació tumoral i a un augment de la capacitat de crear metàstasis a distància.[66] Conseqüentment, el pronòstic dels malalts que presenten aquests carcinomes no és bó.[67] Els casos de càncer de tiroide en infants i adolescents no són gaire habituals[68] (menys del 2 per cent d'ells afecten a pacients d'una edat inferior als 20 anys).[69] Típicament es manifesten com una massa al coll, encara que també poden progressar de manera insidiosa amb limfadenopaties cervicals, afonia i canvis de la veu o hipertiroïdisme.[70] La majoria (quasi un 90 per cent) dels càncers tiroidals pediàtrics són fol·liculars,[71] acostumen a ser detectats en un estadi avançat[72] i la seva possibilitat de recidiva a llarg termini és alta.[73] Poden tenir, en algun cas, l'aparença clínica i radiològica d'un limfoma.[74]
- Carcinoma medul·lar: 5%-8% dels càncers de tiroide, amb una creixent freqüència d'aparició en persones d'edat ≥ als 45 anys.[75] Almenys la cuarta part dels casos són hereditaris[76][77] i no ès rar que estiguin relacionats amb la síndrome de neoplàsia endocrina múltiple tipus 2[78] i mutacions en el gen RET.[79] En els nens amb història familiar d'aquest carcinoma és molt convenient efectuar estudis genètics.[80] A diferència de la resta de tipus, que es desenvolupa a partir de cèl·lules epitelials, el carcinoma medul·lar és l'únic originat en cèl·lules endocrines.[81] Deriva de les cèl·lules C del tiroide, també anomenades cèl·lules parafol·liculars.[82] Per això, la producció de calcitonina és un dels trets més característics d'aquest tumor neuroendocrí,[83] tot i que poden haver-hi excepcions singulars.[84] La calcitonina i la procalcitonina són els principals marcadors bioquímics usats en el seguiment clínic dels malalts amb carcinoma medul·lar de tiroide.[85] Moltes vegades, en el seu estroma s'observen dipòsits d'amiloide.[86] En els individus amb la variant 2 de la síndrome de neoplàsia endocrina múltiple (NEM, una rara malaltia hereditària)[87] quasi sempre apareix aquest carcinoma en un moment o un altre de la seva vida.[88] Per aquest motiu, una vegada confirmat durant la infantesa el diagnòstic de NEM 2 per mitjà de proves genètiques, el pacient és generalment tributari d'una tiroidectomia profilàctica.[89] En canvi, l'associació de carcinoma medul·lar i neoplàsia endocrina múltiple tipus 1 és un fet del tot inusual.[90] També és molt rara la coexistència d'aquest carcinoma i la malaltia de Graves,[91] la qual si que es veu bastant sovint en casos de carcinomes fol·liculars[92] i papil·lars[93] o la d'una hemiagènesi de la tiroide i un carcinoma medul·lar.[94]
- Carcinoma anaplàstic:[95] molt rar, es veu entre un 2 i un 3 per cent dels casos.[96] Creix ràpidament,[97] té un comportament més agressiu[98] i un nombre més gran de mutacions amb firmes mutacionals distintives que els altres.[99] És més freqüent en la gent gran,[100] un fet que influeix en el seu pronòstic.[101] Les causes són desconegudes,[102] tot i que es creu que podria ser el resultat de la desdiferenciació de carcinomes de tiroide ben diferenciats preexistents.[103] L'existència d'una associació entre aquest carcinoma en concret i les radiacions o el dèficit de iode no està, ara per ara, demostrada.[104] El seu pronòstic és molt dolent,[105] si bé pot ser lleugerament millor quan es tracta conjuntament amb cirurgia,[106] quimioteràpia i radioteràpia.[107] S'ha descrit algún cas peculiar de carcinoma anaplàstic mucinós,[108] de carcinoma anaplàstic osteoclàstic,[109] de carcinoma anaplàstic amb metaplàsia òssia,[110] de carcinoma anaplàstic amb diferenciació condrosarcomatosa,[111] de carcinoma anaplàstic de tiroide amb aparença histològica similar a la del plasmocitoma (unà proliferació anormal de plasmòcits de naturalesa maligna)[112] i de coexistència sincrònica d'un carcinoma anaplàstic tiroidal, un carcinoma mamari ductal[113] o un carcinoma mucoepidermoide esclerosant amb eosinofília.[114]

A part de les quatre formes canceroses anteriors, poques vegades s'han descrit limfomes primaris tiroidals (menys del 5% de tots els càncers de tiroide i menys del 3% de tots els limfomes extranodals). La presentació típica d'aquests tumors és la d'un goll acompanyat d'adenolimfopaties cervicals, que creix amb molta rapidesa i ocasiona símptomes compressius en les estructures adjacents que poden requerir una cirurgia urgent per evitar l'obstrucció de la via respiratòria.  S'han publicat molt pocs casos de remissió espontània de carcinomes tiroidals, incloent la de d'un carcinoma anaplàstic metastatitzat i la d'un limfoma primari de la glàndula tiroide diagnosticat microscòpicament. És un fet del tot extraordinari que un tumor glòmic maligne metastatitzi la tiroide, creant una massa palpable en la glàndula. La combinació d'hipotiroïdisme congènit i carcinoma diferenciat de tiroide es troba en rares ocasions i no té un vincle causal ben definit. El carcinoma oncocític de tiroide, anomenat també de cèl·lules de Hürthle, és un subtipus de carcinoma fol·licular associat amb freqüència a la tiroïditis de Hashimoto o limfocítica i no sempre fàcil de diagnosticar citopatològicament. La seva forma pura, en la qual estan absents altres patrons histològics corresponents a cèl·lules no oxifíliques, té una incidència general molt baixa (menys d'un 0,5 per cent) Un altre subtipus de càncer de tiroide molt infreqüent és el mixt, que combina les característiques histològiques del carcinoma medul·lar i del fol·licular tant en el tumor primari com en les seves metàstasis. Per regla general, té una evolució i un pronòstic similars a les del carcinoma medul·lar clàssic de la glàndula. La coexistència simultània d'un carcinoma fol·licular i d'un altre papil·lar en un mateix lòbul del tiroide (fet que s'anomena "col·lisió tumoral") és gairebé insòlita, però ha estat descrita algunes vegades. El carcinoma insular poc diferenciat de tiroide és una troballa clínica inhabitual, que té trets histològics força peculiars i una gran agressivitat. L'associació de síndrome de Mazabraud i carcinoma papil·lar tiroidal o d'hemiagenèsi (agènesi parcial) de la glàndula, malaltia de Graves i carcinoma diferenciat de tiroide són fets molt singulars. L'angiosarcoma tiroidal és una afecció raríssima, amb un mal pronòstic i que a penes es veu fora de les regions alpines de Suïssa, Àustria i Itàlia. El teratocarcinosarcoma primari de tiroide també és una entitat clínica extremadament inusitada.
Reben el nom de càncers de tiroide ocults els petits carcinomes d'aquesta glàndula que es detecten en un examen posterior a un primer diagnòstic de metàstasis ganglionars regionals o a distància provinents d'una neoplàsia maligna tiroidal. No solen tenir una bona prognosi. Molt ocasionalment, una paraparèsia aguda és la primera manifestació d'un carcinoma fol·licular de tiroide ocult.
Un estudi d'aleatorització mendeliana fet per investigadors xinesos ha trobat una associació causal entre el càncer de tiroide i alguns trastorns mentals.

## Factors de risc
Els factors de risc del càncer de tiroide, alguns d'ells modificables, són molt diversos: ser dona d'entre trenta i cinquanta anys, prendre hormones femenines (concretament estrògens), l'obesitat, l'haver sobreviscut a un carcinoma primari de tiroide anterior ja tractat, l'aldosteronisme primari, l'existència de fibromes uterins, certes infeccions víriques, l'herència genètica, la malaltia de Graves, la tiroïditis limfocítica crònica, l'hiperparatiroïdisme primari simptomàtic, patir la síndrome de Lynch o la de Cowden, la pol·lució atmosfèrica, l'exposició perllongada als gasos del formaldehid, a determinats biocides i/o pesticides, a substàncies per- i polifluoroalquils i a la radioactivitat (contaminació mediambiental per urani, accidents nuclears, viatges en avió, viure a alta muntanya o en un lloc de clima fred, radiografies, radioteràpia per tractar altres tipus de càncer, mines, explotacions petrolíferes, determinades indústries tèxtils i volcans, obres que remouen el terra, mala ventilació, etc.). També se sap que les persones que segueixen dietes poc saludables o molt pobres en iode (que s'ingereix amb qualsevol producte del mar, com peix, marisc, algues i sobretot la sal marina) tenen més propensió a patir aquesta mena de càncer.

## Tractament
El tractament inclou quasi sempre cirurgia i haver de prendre càpsules amb un isòtop artificial del iode (I-131) lleugerament radiactiu, que desapareix del cos al cap d'unes setmanes. Després de la cirurgia cal repondre les hormones tiroidals. A l'hospital del Mar de Barcelona, per exemple, l'operació consisteix a extreure els ganglis del compartiment central del coll per evitar la possible extensió del tumor, situat als ganglis, cap a altres zones del cos. Després cal fer un seguiment que dura uns sis anys. La duració concreta d'aquest i la periodicitat dels controls varien segons el cas. El cirurgià prussià Christian Ludwig Mursinna (1744-1823) va fer la primera intervenció quirúrgica amb èxit d'un càncer tiroidal. L'administració de comprimits de levotiroxina combinada amb iode-131 en pacients sotmesos a una tiroidectomia radical per aquest tipus de càncer pot millorar l'eficàcia del tractament i reduir el risc de recurrències tumorals i metàstasis postoperatòries.
Una vegada finalitzat el tractament, un malalt de càncer de tiroide és seguit com a mínim durant dos anys pel seu metge de família i per un endocrinòleg, en col·laboració amb altres serveis sanitaris que inclouen la medicina nuclear i la cirurgia endocrina. Pot ocórrer que el malalt tingui, a conseqüència del càncer o a més d'aquest, hipertiroïdisme o, en pocs malalts que estiguin però molt greument afectats, hipoparatiroïdisme. En aquest segon cas el tractament consisteix en principi en prendre suplements de calci i de vitamina D. L'hipoparatiroïdisme tambe és, de vegades, una de les complicacions derivades de la cirurgia del càncer de tiroide o una reacció adversa a l'ús de lenvatinib en casos de càncer avançat que es pot corregir administrant teriparatida (hormona paratiroidal humana recombinada genèticament) com a teràpia de reemplaçament hormonal.
Els efectes secundaris del tractament són molèsties al coll i sensació de boca seca. En principi no convé un embaràs en el primer any de tractament a la dona.
A les actuacions medicoquirúrgiques clàssiques contra diverses varietats de càncer de tiroide cal afegir un ventall creixent de noves teràpies biològiques personalitzades, les quals tenen com a objectiu la inducció del sistema immunitari dels malalts amb aquesta mena de patologia maligna per reconèixer i destruir les cel·lules canceroses tiroidals. Per exemple, l'ùs de pembrolizumab com a únic agent immunoteràpic de primera línia ha aconseguit bons resultats en casos de carcinoma anaplàstic avençat. El cabozantinib, un inhibidor de la tirosina-cinasa, ha demostrat ser útil per tractar malalts amb carcinomes medul·lars en fase inicial. El vandetanib incrementa el període lliure de símptomes durant el procés d'evolució tumoral, sense efectes adversos greus, dels pacients amb un càncer medul·lar de tiroide avançat. L'axitinib té un nivell de seguretat farmacològica tolerable i mostra una activitat clínicament significativa contra càncers de tiroide de ràpida progressió que, amb independència de les seves característiques histològiques, no responen a les teràpies convencionals. La combinació de lenvatinib i pembrolizumab és una opció terapèutica efectiva per tractar carcinomes de tiroide pobrament diferenciats i anaplàstics. El sorafenib (un inhibidor multicinasa oral) augmenta el temps de supervivència dels pacients amb càncer ben diferenciat tiroidal metastàtic refractari a l'administració de radioiode. El selpercatinib, un fàrmac de teràpia dirigida, és eficaç com a medicació coadjuvant en el tractament del càncer medul·lar de tiroide avançat amb mutacions en el gen RET. El polatuzumab vedotin (un anticòs conjugat) redueix la mida del tumor i millora significativament els símptomes en pacients amb limfoma primari de tiroide. L'auranofina (un medicament de molècula petita emprat en alguns tipus d'artritis) ha aconseguit resultats antitumorals prometedors contra el carcinoma anaplàstic tiroidal en experiments in vitro.

## Incidència i mortalitat
En general, les malalties que afecten la tiroide afecten amb més freqüència a les dones. La incidència estimada del càncer tiroidal a l'Estat espanyol, segons dades de l'any 2018, fou d'un 13,7/100.000 individus en dones i d'un 3,8/100.000 en homes. Els darrers anys el nombre de casos s'ha incrementat arran de l'augment de les proves d'imatge fetes per qualsevol altre motiu a la població en general, pero la mortalitat s'ha mantingut estable. Estadísticament, aquest és el tipus de càncer amb major supervivència relativa a Catalunya, d'un 90%, dels que poden patir les dones. Als homes és superat pel càncer de testicle, que hi té una supervivència relativa del 93%. A Catalunya, té una taxa de supervivència a cinc anys per a homes al voltant del 92% i per a dones al voltant del 97%. Les estadístiques de l'any 2022 indiquen que als EUA, la supervivència a 5 anys corresponent a tots els casos de càncer de tiroide va ser del 98 per cent. S'ha registrat algun cas excepcional de càncer de tiroide en nounats.